# Церква Святого Великомученика Димитрія Солунського (Дуліби)
Церква Святого Великомученика Димитрія Солунського в Дулібах — парафія і храм Бучацького благочиння Тернопільської єпархії Православної церкви України в селі Дуліби Чортківського району Тернопільської области.

## Історія церкви
У 1907 році польська громада збудувала костел Святого Антонія Падуанського, де відправи проводилися до 1947 року. Того ж року місцевих поляків депортували до Польщі, а на їхнє місце переселили людей із Перемишлянщини. Вони ще деякий час відвідували костел. Згодом поляки вивезли орган та дзвони, і костел закрили.
З 1948 року приміщення використовували як склад для зерна, а у 80-ті роки його переобладнали під шкільний спортзал.
У 1989 році будівлю відремонтували та освятили як православний храм на честь святого великомученика Димитрія Солунського.
У 1998 році громада приєдналася до Київського Патріархату, а з 2019 року храм і парафія перебувають у складі Православної Церкви України.

## Парохи
- о. Ярослав Веліган
- о. Василій Когут
- о. Григорій Смоляк
- о. Нестор Чайковський (з 1991).